# Ондржей Кудела
Ондржей Кудела (чеськ. Ondřej Kúdela, нар. 26 березня 1987) — чеський футболіст, захисник клубу «Славія».
Виступав, зокрема, за клуб «Млада Болеслав», а також національну збірну Чехії. Молодіжний віце-чемпіон світу 2007 року.

## Клубна кар'єра
Народився 26 березня 1987 року. Вихованець футбольної школи клубу «Словацко». Дорослу футбольну кар'єру розпочав 2005 року в основній команді того ж клубу, в якій провів два сезони, взявши участь у 31 матчі чемпіонату.
2007 року перейшов у «Спарту» (Прага), втім не був основним гравцем і виступав за дубль, а також на правах оренди в «Кладно».
На початку 2009 року перейшов у «Младу Болеслав», де виступав протягом восьми років і двічі ставав володарем Кубка Чехії. Також з червня по грудень 2014 року недовго на правах оренди виступав за казахський «Ордабаси».
23 січня 2017 року перейшов у «Слован», де виступав протягом року і на початку наступного разом із тренером Їндржих Трпишовським перейшов у «Славію». Станом на 28 липня 2018 року відіграв за празьку команду 7 матчів в національному чемпіонаті.

## Виступи за збірні
2003 року дебютував у складі юнацької збірної Чехії, взяв участь у 23 іграх на юнацькому рівні.
Протягом 2006—2008 років залучався до складу молодіжної збірної Чехії. У складі збірної до 20 років став фіналістом молодіжного чемпіонату світу 2007 року у Канаді. На турнірі Кудела зіграв в усіх 7 матчах і у грі 1/8 фіналу проти Японії (2:2) забив гол, а потім реалізував післяматчеве пенальті і допоміг клубу пройти у наступний етап. Всього на молодіжному рівні зіграв у 24 офіційних матчах, забив 3 голи.
5 лютого 2008 року провів свій перший матч у складі національної збірної Чехії, відігравши другий тайм товариської гри проти Греції. Наразі провів у формі головної команди країни 6 матчів.
| Дата       | Місто   | Господарі | Результат | Гості             | Турнір                               | Голи | Примітки |
| ---------- | ------- | --------- | --------- | ----------------- | ------------------------------------ | ---- | -------- |
| 05-02-2008 | Нікосія | Греція    | 1 – 0     | Чехія             | товариський матч                     | -    | 46'      |
| 26-03-2019 | Прага   | Чехія     | 1 – 3     | Бразилія          | товариський матч                     | -    | 58'      |
| 14-10-2019 | Прага   | Чехія     | 2 – 3     | Північна Ірландія | товариський матч                     | -    |          |
| 17-11-2019 | Софія   | Болгарія  | 1 – 0     | Чехія             | Відбір до ЧЄ 2020                    | -    | 64'      |
| 11-10-2020 | Хайфа   | Ізраїль   | 1 – 2     | Чехія             | Ліга націй УЄФА 2020—2021 - 1-й етап | -    |          |
| 14-10-2020 | Глазго  | Шотландія | 1 – 0     | Чехія             | Ліга націй УЄФА 2020—2021 - 1-й етап | -    |          |
| Усього     |         | Матчів    | 6         |                   | Голів                                | 0    |          |

## Титули і досягнення
- Володар Кубка Чехії (6):

«Спарта» (Прага): 2007-08
«Млада Болеслав»: 2010-11, 2015-16
«Славія»: 2017-18, 2018-19, 2020-21
- Чемпіон Чехії (3):

«Славія»: 2018-19, 2019-20, 2020-21